# Discographie de NCT
La discographie du boys band sud-coréen NCT est constituée de deux albums studios, huit mini-albums et de dix-huit singles. Le groupe est actuellement divisé en quatre sous-unités, NCT U, NCT 127, NCT Dream et WayV.

## Albums

### Albums studios
| Titre                                                                              | Détails de l’album | Meilleures positions | Meilleures positions | Meilleures positions | Meilleures positions | Meilleures positions | Meilleures positions | Meilleures positions | Meilleures positions | Meilleures positions | Ventes                                                                                                | Certifications   |
| Titre                                                                              | Détails de l’album | COR                  | FRA Dig.             | JPN                  | JPN Hot              | NLD                  | UK Down              | US                   | US Heat              | US World             | Ventes                                                                                                | Certifications   |
| ---------------------------------------------------------------------------------- | --- | -------------------- | -------------------- | -------------------- | -------------------- | -------------------- | -------------------- | -------------------- | -------------------- | -------------------- | --- | ---------------- |
| NCT 2018 Empathy                                                                   | - Date de sortie : 14 mars 2018 (COR) - Label : SM Entertainment - Formats : CD, téléchargement numérique, streaming    | 2                    | 76                   | 10                   | 16                   | 190                  | 68                   | —                    | 9                    | 5                    | - COR : plus de 330 335 - JPN : 15 757, - US : plus de 1 000                                          | - Gaon : Platine |
| NCT 127                                                                            | |                      |                      |                      |                      |                      |                      |                      |                      |                      | |                  |
| Regular-Irregular                                                                  | - Date de sortie : 12 octobre 2018 (COR) - Label : SM Entertainment - Formats : CD, téléchargement numérique, streaming | 1                    | 43                   | 6                    | 24                   | —                    | 42                   | 86                   | —                    | 2                    | - COR : plus de 292 341 - JPN : plus de 26 057 (Phy.) - JPN : plus de 980 (Dig.) - US : plus de 8 000 | - Gaon : Platine |
| "—" signifie que l’album ne s'est pas classé ou n'est pas sorti dans cette région. | |                      |                      |                      |                      |                      |                      |                      |                      |                      | |                  |

### Réédition
| Regulate | - Date de sortie : 23 novembre 2018 (COR) - Label : SM Entertainment - Formats : CD, téléchargement numérique, streaming | 2 | 10 | 15 | - COR : 157 809 - JPN : plus de 26 057 (Phy.) |

### Album single
| Titre     | Détails de l’album | Meilleures positions | Ventes                 |
| Titre     | Détails de l’album | COR                  | Ventes                 |
| NCT Dream | NCT Dream | NCT Dream            | NCT Dream              |
| --------- | --- | -------------------- | ---------------------- |
| The First | - Date de sortie : 9 février 2017 (COR) - Label : SM Entertainment - Formats : CD, téléchargement numérique, streaming | 1                    | - COR : plus de 95 372 |

## Mini-albums (EPs)
| Titre                                                                              | Détails de l’album | Meilleures positions | Meilleures positions | Meilleures positions | Meilleures positions | Meilleures positions | Meilleures positions | Meilleures positions | Meilleures positions | Ventes                                                                          |         |         |         |
| Titre                                                                              | Détails de l’album | COR                  | FRA Dig.             | JPN                  | JPN Hot              | UK Down              | US Heat              | US World             | QQ                   | Ventes                                                                          |         |         |         |
| NCT 127                                                                            | NCT 127 | NCT 127              | NCT 127              | NCT 127              | NCT 127              | NCT 127              | NCT 127              | NCT 127              | NCT 127              | NCT 127                                                                         | NCT 127 | NCT 127 | NCT 127 |
| ---------------------------------------------------------------------------------- | --- | -------------------- | -------------------- | -------------------- | -------------------- | -------------------- | -------------------- | -------------------- | -------------------- | ------------------------------------------------------------------------------- | ------- | ------- | ------- |
| NCT #127                                                                           | - Date de sortie : 10 juillet 2016 (COR) - Label : SM Entertainment - Formats : CD, téléchargement numérique, streaming           | 1                    | —                    | 40                   | —                    | —                    | 22                   | 2                    | —                    | - COR : plus de 109 242 - JPN : plus de 6 235                                   |         |         |         |
| Limitless                                                                          | - Date de sortie : 6 janvier 2017 (COR) - Label : SM Entertainment - Formats : CD, téléchargement numérique, streaming            | 1                    | —                    | 13                   | —                    | —                    | 4                    | 1                    | —                    | - COR : plus de 140 911 - JPN : plus de 11 179                                  |         |         |         |
| Cherry Bomb                                                                        | - Date de sortie : 14 juin 2017 (COR) - Label : SM Entertainment - Formats : CD, téléchargement numérique, streaming              | 2                    | —                    | 22                   | —                    | —                    | 18                   | 2                    | —                    | - COR : plus de 151 842 - JPN : plus de 8 457                                   |         |         |         |
| Chain                                                                              | - Date de sortie : 23 mai 2018 (JPN) - Label : Avex Trax - Formats : CD, CD+DVD, cassette, téléchargement numérique, streaming    | —                    | —                    | 2                    | 3                    | —                    | —                    | 8                    | —                    | - JPN : plus de 55 045 (Phy.), - JPN : plus de 750 (Dig.)                       |         |         |         |
| Up Next Session: NCT 127                                                           | - Date de sortie : 22 octobre 2018 - Labels : Apple Music, SM Entertainment - Formats : Téléchargement numérique, streaming       | —                    | 142                  | —                    | 80                   | —                    | —                    | —                    | —                    |                                                                                 |         |         |         |
| NCT Dream                                                                          | |                      |                      |                      |                      |                      |                      |                      |                      |                                                                                 |         |         |         |
| We Young                                                                           | - Date de sortie : 17 août 2017 (COR) - Label : SM Entertainment - Formats : CD, téléchargement numérique, streaming              | 2                    | —                    | 23                   | —                    | —                    | —                    | 3                    | —                    | - COR : plus de 92 669                                                          |         |         |         |
| We Go Up                                                                           | - Date de sortie : 3 septembre 2018 (COR) - Label : SM Entertainment - Format : CD, téléchargement numérique, streaming           | 1                    | 68                   | 11                   | 28                   | 97                   | 7                    | 5                    | —                    | - COR : plus de 202 626 - JPN : plus de 8 737 (Phy.) - JPN : plus de 735 (Dig.) |         |         |         |
| WayV                                                                               | |                      |                      |                      |                      |                      |                      |                      |                      |                                                                                 |         |         |         |
| The Vision                                                                         | - Date de sortie : 17 janvier 2019 (CHN) - Labels : Label V, SM Entertainment - Formats : CD, téléchargement numérique, streaming | À venir              | À venir              | À venir              | À venir              | À venir              | À venir              | À venir              | À venir              | À venir                                                                         |         |         |         |
| "—" signifie que l’album ne s'est pas classé ou n'est pas sorti dans cette région. | |                      |                      |                      |                      |                      |                      |                      |                      |                                                                                 |         |         |         |

## Singles
| Titre                                                                               | Année | Enregistré par                                                                 | Meilleures positions | Meilleures positions | Meilleures positions | Meilleures positions | Meilleures positions | Meilleures positions | Meilleures positions | Meilleures positions | Ventes                                      | Album             |
| Titre                                                                               | Année | Enregistré par                                                                 | COR                  | COR Hot.             | CHN                  | CHN Billboard        | CHN QQ               | JPN Hot.             | NZ Hot               | US World             | Ventes                                      | Album             |
| NCT U                                                                               | NCT U | NCT U                                                                          | NCT U                | NCT U                | NCT U                | NCT U                | NCT U                | NCT U                | NCT U                | NCT U                | NCT U                                       | NCT U             |
| ----------------------------------------------------------------------------------- | ----- | ------------------------------------------------------------------------------ | -------------------- | -------------------- | -------------------- | -------------------- | -------------------- | -------------------- | -------------------- | -------------------- | ------------------------------------------- | ----------------- |
| "The 7th Sense" (일곱 번째 감각)                                                    | 2016  | Taeyong, Doyoung, Ten, Jaehyun, Mark                                           | 111                  | —                    | —                    | —                    | —                    | —                    | —                    | 2                    | - COR : plus de 48 376                      | NCT 2018 Empathy  |
| "Without You"                                                                       | 2016  | Taeil, Doyoung, Jaehyun (Version coréenne) avec Kun (Version chinoise)         | 126                  | —                    | —                    | 5                    | —                    | —                    | —                    | 3                    | - COR : plus de 28 860                      | NCT 2018 Empathy  |
| "Boss"                                                                              | 2018  | Taeyong, Doyoung, Jaehyun, Mark, Winwin, Lucas, Jungwoo                        | 97                   | 80                   | —                    | —                    | —                    | —                    | —                    | 3                    | NC                                          | NCT 2018 Empathy  |
| "Baby Don't Stop"                                                                   | 2018  | Taeyong, Ten                                                                   | —                    | —                    | —                    | —                    | —                    | —                    | —                    | 2                    | NC                                          | NCT 2018 Empathy  |
| NCT 127                                                                             |       |                                                                                |                      |                      |                      |                      |                      |                      |                      |                      |                                             |                   |
| "Fire Truck" (소방차)                                                               | 2016  | Taeil, Taeyong, Yuta, Jaehyun, Winwin, Mark, Haechan                           | 103                  | —                    | 57                   | —                    | —                    | —                    | —                    | 2                    | - COR : plus de 30 067 - US : 3 000         | NCT #127          |
| "Limitless" (무한적아 / 無限的我)                                                   | 2017  | Taeil, Johnny, Taeyong, Yuta, Doyoung, Jaehyun, Winwin, Mark, Haechan          | —                    | —                    | 12                   | —                    | —                    | —                    | —                    | 4                    | - COR : plus de 18 390                      | Limitless         |
| "Cherry Bomb"                                                                       | 2017  | Taeil, Johnny, Taeyong, Yuta, Doyoung, Jaehyun, Winwin, Mark, Haechan          | 47                   | —                    | 2                    | —                    | —                    | —                    | —                    | 3                    | - COR : plus de 71 061 - US : plus de 1 000 | Cherry Bomb       |
| "Touch"                                                                             | 2018  | Taeil, Johnny, Taeyong, Yuta, Doyoung, Jaehyun, Winwin, Mark, Haechan          | —                    | 54                   | —                    | —                    | —                    | —                    | —                    | 11                   | NC                                          | NCT 2018 Empathy  |
| "Chain"                                                                             | 2018  | Taeil, Johnny, Taeyong, Yuta, Doyoung, Jaehyun, Winwin, Mark, Haechan          | —                    | —                    | —                    | —                    | —                    | 21                   | —                    | —                    | NC                                          | Chain             |
| "Regular"                                                                           | 2018  | Taeil, Johnny, Taeyong, Yuta, Doyoung, Jaehyun, Winwin, Jungwoo, Mark, Haechan | 92                   | 16                   | —                    | —                    | —                    | —                    | —                    | 2                    | - US : plus de 3 000                        | Regular-Irregular |
| "Simon Says"                                                                        | 2018  | Taeil, Johnny, Taeyong, Yuta, Doyoung, Jaehyun, Winwin, Jungwoo, Mark, Haechan | —                    | —                    | —                    | —                    | — —                  |                      | 37                   | 1                    | - US : plus de 2 000                        | Regulate          |
| NCT Dream                                                                           |       |                                                                                |                      |                      |                      |                      |                      |                      |                      |                      |                                             |                   |
| "Chewing Gum" (泡泡糖)                                                              | 2016  | Mark, Renjun, Jeno, Haechan, Jaemin, Chenle, Jisung                            | 144                  | —                    | 27                   | 12                   | —                    | —                    | —                    | 2                    | - COR : plus de 19 196                      | The First         |
| "My First and Last" (마지막 첫사랑 / 最後的初戀)                                    | 2017  | Mark, Renjun, Jeno, Haechan, Chenle, Jisung                                    | 89                   | —                    | 11                   | 9                    | —                    | —                    | —                    | 11                   | - COR : plus de 19 981                      | The First         |
| "We Young"                                                                          | 2017  | Mark, Renjun, Jeno, Haechan, Chenle, Jisung                                    | —                    | —                    | 13                   | 14                   | —                    | —                    | —                    | 11                   | - COR : plus de 17 349                      | We Young          |
| "Go"                                                                                | 2018  | Mark, Renjun, Jeno, Haechan, Jaemin, Chenle, Jisung                            | —                    | 25                   | —                    | —                    | —                    | —                    | —                    | 18                   | NC                                          | NCT 2018 Empathy  |
| "We Go Up"                                                                          | 73    | Mark, Renjun, Jeno, Haechan, Jaemin, Chenle, Jisung                            | 7                    | —                    | —                    | —                    | —                    | —                    | 11                   | - US : plus de 1 000 | We Go Up                                    |                   |
| NCT 2018                                                                            |       |                                                                                |                      |                      |                      |                      |                      |                      |                      |                      |                                             |                   |
| "Black On Black"                                                                    | 2018  | Taeyong, Lucas, Mark                                                           | —                    | —                    | —                    | —                    | —                    | —                    | —                    | —                    | NC                                          | NCT 2018 Empathy  |
| WayV                                                                                |       |                                                                                |                      |                      |                      |                      |                      |                      |                      |                      |                                             |                   |
| "Regular" (理所当然)                                                                | 2019  | Winwin, Kun, Ten, Lucas, Xiaojun, Hendery, Yangyang                            | À venir              | À venir              | À venir              | À venir              | 9                    | À venir              | À venir              | 3                    | - CHN : plus de 8 000 - US : plus de 1 000  | The Vision        |
| "—" signifie que le titre ne s'est pas classé ou n'est pas sorti dans cette région. |       |                                                                                |                      |                      |                      |                      |                      |                      |                      |                      |                                             |                   |

### Singles promotionnels
| Titre                            | Année   | Enregistré par                                      | Meilleures positions | Album                                    | Notes                                                                          |         |         |         |         |
| Titre                            | Année   | Enregistré par                                      | CHN Alibaba          | Album                                    | Notes                                                                          |         |         |         |         |
| NCT 127                          | NCT 127 | NCT 127                                             | NCT 127              | NCT 127                                  | NCT 127                                                                        | NCT 127 | NCT 127 | NCT 127 | NCT 127 |
| -------------------------------- | ------- | --------------------------------------------------- | -------------------- | ---------------------------------------- | ------------------------------------------------------------------------------ | ------- | ------- | ------- | ------- |
| "Taste the Feeling"              | 2016    | Taeil, Yuta, Jaehyun, Haechan                       | 75                   | S.M. Station Season 1                    | Collaboration avec Coca-Cola                                                   |         |         |         |         |
| NCT Dream                        |         |                                                     |                      |                                          |                                                                                |         |         |         |         |
| "Trigger The Fever"              | 2017    | Mark, Renjun, Jeno, Haechan, Chenle, Jisung         | 58                   | We Young                                 | Chanson officielle pour la coupe du monde de football des moins de 20 ans 2017 |         |         |         |         |
| "Joy"                            | 2017    | Mark, Renjun, Jeno, Haechan, Chenle, Jisung         | —                    | S.M. Station Season 2                    | Single pour SM Station                                                         |         |         |         |         |
| "사랑한단 뜻이야 (Candle Light)" | 2018    | Mark, Renjun, Jeno, Haechan, Jaemin, Chenle, Jisung | —                    | S.M. Station Season 3                    | Single pour SM Station                                                         |         |         |         |         |
| NCT U                            |         |                                                     |                      |                                          |                                                                                |         |         |         |         |
| "Timeless"                       | 2018    | Taeil, Doyoung, Jaehyun                             | —                    | NCT 2018 Empathy / S.M. Station Season 2 | Single pour SM Station                                                         |         |         |         |         |

### Collaborations
| Titre                                              | Année     | Enregistré par       | Meilleures positions | Meilleures positions | Meilleures positions | Ventes    | Album                                          |
| Titre                                              | Année     | Enregistré par       | COR                  | CHN                  | US World             | Ventes    | Album                                          |
| NCT Dream                                          | NCT Dream | NCT Dream            | NCT Dream            | NCT Dream            | NCT Dream            | NCT Dream | NCT Dream                                      |
| -------------------------------------------------- | --------- | -------------------- | -------------------- | -------------------- | -------------------- | --------- | ---------------------------------------------- |
| "Hair in the Air" (avec Yeri)                      | 2018      | Renjun, Jeno, Jaemin | —                    | —                    | —                    | NC        | SM Station Season 3                            |
| NCT 127                                            |           |                      |                      |                      |                      |           |                                                |
| "Let's Shut Up & Dance" (Avec Lay et Jason Derulo) | 2019      | À venir              | À venir              | À venir              | À venir              | À venir   | Michael Jackson Tribute: Let's Shut Up & Dance |

## Autres chansons classées
| Titre                                 | Année   | Meilleures positions | Meilleures positions | Meilleures positions | Album       |         |         |         |         |         |
| Titre                                 | Année   | CHN Alibaba          | CHN QQ               | US World             | Album       |         |         |         |         |         |
| NCT 127                               | NCT 127 | NCT 127              | NCT 127              | NCT 127              | NCT 127     | NCT 127 | NCT 127 | NCT 127 | NCT 127 | NCT 127 |
| ------------------------------------- | ------- | -------------------- | -------------------- | -------------------- | ----------- | ------- | ------- | ------- | ------- | ------- |
| "Mad City"                            | 2016    | 79                   | —                    | —                    | NCT #127    |         |         |         |         |         |
| "Back 2 U (AM 01:27)"                 | 2016    | 22                   | —                    | —                    | Limitless   |         |         |         |         |         |
| "Angel"                               | 2016    | 22                   | —                    | —                    | Limitless   |         |         |         |         |         |
| "Baby Don’t Like It (나쁜 짓)"        | 2016    | 25                   | —                    | —                    | Limitless   |         |         |         |         |         |
| "Good Thing"                          | 2016    | 29                   | —                    | —                    | Limitless   |         |         |         |         |         |
| "롤러코스터 (Heartbreaker)"           | 2016    | 49                   | —                    | —                    | Limitless   |         |         |         |         |         |
| "0 Mile"                              | 2017    | 10                   | —                    | —                    | Cherry Bomb |         |         |         |         |         |
| "Summer 127"                          | 2017    | 13                   | —                    | —                    | Cherry Bomb |         |         |         |         |         |
| "Whiplash"                            | 2017    | 14                   | —                    | —                    | Cherry Bomb |         |         |         |         |         |
| "Sun & Moon"                          | 2017    | 17                   | —                    | —                    | Cherry Bomb |         |         |         |         |         |
| "Running 2 U"                         | 2017    | 25                   | —                    | —                    | Cherry Bomb |         |         |         |         |         |
| "Cherry Bomb (Performance Ver.)"      | 2017    | 75                   | —                    | —                    | Cherry Bomb |         |         |         |         |         |
| "Welcome to My Playground"            | 2018    | —                    | —                    | 7                    | Regulate    |         |         |         |         |         |
| NCT Dream                             |         |                      |                      |                      |             |         |         |         |         |         |
| "덩크슛 (Dunk Shot)"                  | 2017    | 16                   | —                    | —                    | The First   |         |         |         |         |         |
| "같은 시간 같은 자리 (Walk you home)" | 2017    | 39                   | —                    | —                    | We Young    |         |         |         |         |         |
| "My Page"                             | 2017    | 52                   | —                    | —                    | We Young    |         |         |         |         |         |
| "La La Love"                          | 2017    | 57                   | —                    | —                    | We Young    |         |         |         |         |         |
| WayV                                  |         |                      |                      |                      |             |         |         |         |         |         |
| "Come Back" (噩梦)                    | 2019    | —                    | 28                   | 7                    | The Vision  |         |         |         |         |         |
| "Dream Launch" (梦想发射计划)         | 2019    | —                    | 15                   | 6                    | The Vision  |         |         |         |         |         |

## Vidéographie

### Clips vidéos
| Année    | Titre                            | Réalisateur(s)              | Réf.   |
| Coréen   | Coréen                           | Coréen                      | Coréen |
| -------- | -------------------------------- | --------------------------- | ------ |
| 2016     | "The 7th Sense"                  | Beomjin J (VM Project)      | [ 69 ] |
| 2016     | "Without You"                    | Vegetarian Pitbull          | [ 70 ] |
| 2016     | "Fire Truck"                     | Kim Ho Bin                  |        |
| 2016     | "Taste The Feeling"              | VM PRODUCTION               | [ 71 ] |
| 2016     | "Chewing Gum"                    | flexiblepictures            | [ 72 ] |
| 2016     | "Good Thing!"                    | Kim Yongsoo                 |        |
| 2016     | "Switch"                         | NC                          |        |
| 2017     | "Limitless"                      | flexiblepictures            | [ 73 ] |
| 2017     | "My First and Last"              | Shin Hee Won                |        |
| 2017     | "Cherry Bomb"                    | Oui Kim (GDW)               | [ 74 ] |
| 2017     | "We Young"                       | VIDEOKID                    | [ 75 ] |
| 2017     | "Joy"                            | NC                          |        |
| 2018     | "Boss"                           | Oui Kim (GDW)               | [ 76 ] |
| 2018     | "Baby Don't Stop"                | Oui Kim (GDW)               | [ 77 ] |
| 2018     | "Go"                             | JINOOYA MAKES               | [ 78 ] |
| 2018     | "Touch"                          | Oui Kim (GDW)               | [ 79 ] |
| 2018     | "Yestoday"                       | DANIEL JON                  | [ 80 ] |
| 2018     | "Black On Black"                 | Kim Woo-je                  | [ 81 ] |
| 2018     | "We Go Up"                       | Lee Junwoo (SALT)           | [ 82 ] |
| 2018     | "Regular (Korean ver.)"          | Wooje Kim (Etui Collective) | [ 83 ] |
| 2018     | "Simon Says"                     | Beomjin J (VM Project)      |        |
| 2018     | "Candle Light"                   | Lee Inhoon                  | [ 84 ] |
| 2019     | "Superhuman"                     |                             |        |
| 2019     | "Boom"                           |                             |        |
| 2020     | "Kick It"                        | Kim Oui                     | [ 85 ] |
| 2020     | "Ridin"                          |                             |        |
| 2020     | "Punch"                          |                             |        |
| 2020     | "Make a Wish"                    |                             |        |
| 2020     | "From home"                      |                             |        |
| Chinois  |                                  |                             |        |
| 2016     | "Without You" (Chinese ver.)     | Vegetarian Pitbull          |        |
| 2016     | "Chewing Gum" (泡泡糖)           | flexiblepictures            | [ 86 ] |
| 2017     | "My First and Last" (最後的初戀) | Shin Hee Won                |        |
| 2017     | "We Young" (青春漾)              | VIDEOKID                    |        |
| 2018     | "We Go Up" (青春接力)            | NC                          |        |
| 2019     | "理所当然" (Regular)             | NC                          |        |
| 2019     | "梦想发射计划" (Dream Launch)    | NC                          |        |
| Japonais |                                  |                             |        |
| 2017     | "Limitless (Japanese ver.)"      | Wooje Kim (Etui Collective) | [ 87 ] |
| 2018     | "Chain"                          | Roh Sang Yoon (filmbyteam)  | [ 87 ] |
| Anglais  |                                  |                             |        |
| 2018     | "Regular (English ver.)"         | Wooje Kim (Etui Collective) | [ 88 ] |